# 하드코어 테크노

하드코어 테크노(Hardcore techno)는 1990년 초중반 유럽 각지에서 생겨난 전자 음악의 한 장르이다. 하드코어 테크노는 빠른 템프로 특징지어지며, 장단조 구별없는 디스토션 사운드를 구사한다 (벨기에의 새로운 비트는 하드 코어 테크노와 그 음악 하위 장르의 직접적인 선구자입니다 - 이 때 레이브 음악으로 알려짐).

## 하드코어의 여러 종류
하드코어 테크노가 발전하면서 여러 가지의 하위 장르가 생겨나기 시작했다.
아래는 하드코어 테크노의 여러 가지 장르와 그에 대한 간략한 설명이다.
- 브레이크비트 하드코어(Breakbeat Hardcore) - 올드 스쿨(Old Skool)이라는 명칭으로도 불리는 이 장르는, 하드코어 테크노가 발전하기 시작한 90년대 초반의 많은 곡들을 포괄한다. 레이브(rave) 음악에서 많은 요소를 차용하였다. 후에 해피 하드코어와 정글로 분화하였다.
- 브레이크코어(Breakcore)
- 개버(Gabber 또는 Gabba) - 네덜란드, 이탈리아, 일본 등지에서 인기있는 장르이다. 150 BPM의 템포가 특징
- 노이즈코어(Noizecore) - 갖가지 소음을 혼합한 장르. 노이즈 음악과 하드 코어의 결합으로 탄생한 장르
- 해피 하드코어(Happy Hardcore) - 영국에서 시작되었으며 대부분 장난스럽고 행복한 분위기를 띤다. 브레이크비트 하드코어에서 영향을 받아 시작하였으며 현재는 UK 하드코어라는 형태가 새롭게 생겨났다. 2010년 이후의 해피 하드코어는 트랜스와 일본 리듬 게임 음악의 영향을 받으며 발달했다.
  - 들어보기 Stonebank - By Your Side (feat. EMEL) - 유튜브
- 인더스트리얼(Industrial) - 하드코어 테크노의 기본적인 형태에 다른 인더스트리얼 음악에 영향 받은 어둡고 강렬한 비트가 더해졌다. 실험적이고 독특한 사운드들이 특징이며, 분위기는 주로 어둡고 무겁다.
- 스피드코어(Speedcore) - 템포를 무식하다 싶을 정도로 올린 장르. 개버의 킥도 사용한다. 대부분의 곡이 250 BPM 이상의 속도를 자랑하지만, 1000 BPM이거나 그 이상에 달하는 곡들도 있다. 일본 동인 음악계에서는 코바료, 토파조라이트, m1dy 등의 아티스트 등이 이를 접하고 있다.
  - 들어보기 The Quick Brown Fox - The Big Black - 유튜브
- 업템포 하드코어(Uptempo Hardcore) - 180 ~ 220 BPM 정도로 네덜란드 DJ인 파티레이저의 영향을 받아 발전하기 시작했다. 현재는 하드코어 씬 중에서 비주류이다.
- 테러코어(Terrorcore) - 기존 하드코어 장르에 더욱 빠른 템포와 공포스러운 요소들을 접목시켰다. 1990년대 중후반 네덜란드에서 인기를 끌었다.
- 프렌치코어(Frenchcore) - 프랑스에서 탄생한 하드코어의 장르로서 주로 190~210 BPM대의 빠른 템포를 가지며 킥과 리버스(Reverse) 베이스의 구분이 대체로 명확하다. 닥터 피콕, 세파, 렘즈코어, 하이룰 워, 레 바스크, 미스터 이벡스 등의 아티스트 등이 그 예시이다.

모든 하드코어 테크노 공동체에서 위와 같은 분류를 따르는 것은 아니다. 여러 지역별로 다양한 분류가 존재한다. 몇몇 하위 장르들은 프랑크푸르트 하드코어, J-코어 하는 식으로 그 장르가 탄생한 지역의 이름을 따오기도 한다.

## 같이 보기
- 전자 음악
- 스피드코어
- 노이즈코어